# Anakie (Australië)
Anakie is een plaats in de Australische deelstaat Queensland.
De stad ligt ten zuiden van de Capricorn Highway, 44 km ten westen van Emerald.
In Anakie bevindt zich het eerste en oudste attractiepark van Australië, het Fairy Park.